# Џек Сок
Џек Сок (енгл. Jack Sock; 24. септембар 1992, Линколн, Небраска) амерички је тенисер. Најбољи пласман на АТП листи у појединачној конкуренцији му је осмо место, а највећи успех један трофеј на турнирима из АТП Мастерс 1000 серије који је освојио 2017. године на мастерсу у Паризу.
У конкуренцији парова је освојио три гренд слем турнира, АТП Завршни турнир сезоне, бронзану медаљу на Летњим олимпијским играма 2016. у Рију де Жанеиру и дошао до другог места на АТП листи. У мешовитим паровима је освојио један гренд слем трофеј, као и златну олимпијску медаљу 2016. године у пару са Бетани Матек Сандс.

## Гренд слем финала

### Парови: 3 (3:0)
| Исход    | Бр. | Година | Турнир       | Подлога | Партнер        | Противници               | Резултат                          |
| -------- | --- | ------ | ------------ | ------- | -------------- | ------------------------ | --------------------------------- |
| Победник | 1.  | 2014.  | Вимблдон     | Трава   | Вашек Поспишил | Боб Брајан Мајк Брајан   | 7:6(7:5), 6:7(3:7), 6:4, 3:6, 7:5 |
| Победник | 2.  | 2018.  | Вимблдон (2) | Трава   | Мајк Брајан    | Равен Класен Мајкл Винус | 6:3, 6:7(7:9), 6:3, 5:7, 7:5      |
| Победник | 3.  | 2018.  | ОП САД       | Тврда   | Мајк Брајан    | Лукаш Кубот Марсело Мело | 6:3, 6:1                          |

### Мешовити парови: 1 (1:0)
| Исход    | Бр. | Година | Турнир | Подлога | Партнерка   | Противници                 | Резултат              |
| -------- | --- | ------ | ------ | ------- | ----------- | -------------------------- | --------------------- |
| Победник | 1.  | 2011.  | ОП САД | Тврда   | Мелани Уден | Жизела Дулко Едуардо Шванк | 7:6(7:4), 4:6, [10:8] |

## Финала завршног првенства сезоне

### Парови: 1 (1:0)
| Исход     | Бр. | Година | Турнир | Подлога   | Партнер     | Противници               | Резултат          |
| --------- | --- | ------ | ------ | --------- | ----------- | ------------------------ | ----------------- |
| Победници | 1.  | 2018.  | Лондон | Тврда (д) | Мајк Брајан | Пјер-Иг Ербер Никола Маи | 5:7, 6:1, [13:11] |

## Финала АТП мастерс 1000 серије

### Појединачно: 1 (1:0)
| Исход    | Бр. | Година | Турнир | Подлога   | Противник        | Резултат      |
| -------- | --- | ------ | ------ | --------- | ---------------- | ------------- |
| Победник | 1.  | 2017.  | Париз  | Тврда (д) | Филип Крајиновић | 5:7, 6:4, 6:1 |

### Парови: 10 (4:6)
| Исход     | Бр. | Година | Турнир           | Подлога   | Партнер        | Противници                            | Резултат              |
| --------- | --- | ------ | ---------------- | --------- | -------------- | ------------------------------------- | --------------------- |
| Финалиста | 1.  | 2014.  | Синсинати        | Тврда     | Вашек Поспишил | Боб Брајан Мајк Брајан                | 3:6, 2:6              |
| Победник  | 1.  | 2015.  | Индијан Велс     | Тврда     | Вашек Поспишил | Симоне Болели Фабио Фоњини            | 6:4, 6:7(3:7), [10:7] |
| Финалиста | 2.  | 2015.  | Мајами           | Тврда     | Вашек Поспишил | Боб Брајан Мајк Брајан                | 3:6, 6:1, [8:10]      |
| Финалиста | 3.  | 2015.  | Париз            | Тврда (д) | Вашек Поспишил | Иван Додиг Марсело Мело               | 6:2, 3:6, [5:10]      |
| Финалиста | 4.  | 2016.  | Индијан Велс     | Тврда     | Вашек Поспишил | Пјер-Иг Ербер Никола Маи              | 3:6, 6:7(5:7)         |
| Финалиста | 5.  | 2016.  | Рим              | Шљака     | Вашек Поспишил | Боб Брајан Мајк Брајан                | 6:2, 3:6, [7:10]      |
| Победник  | 2.  | 2016.  | Шангај           | Тврда     | Џон Изнер      | Хенри Континен Џон Пирс               | 6:4, 6:4              |
| Финалиста | 6.  | 2017.  | Мајами (2)       | Тврда     | Николас Монро  | Лукаш Кубот Марсело Мело              | 5:7, 3:6              |
| Победник  | 3.  | 2018.  | Индијан Велс (2) | Тврда     | Џон Изнер      | Боб Брајан Мајк Брајан                | 7:6(7:4), 7:6(7:2)    |
| Победник  | 4.  | 2022.  | Индијан Велс (3) | Тврда     | Џон Изнер      | Сантијаго Гонзалез Едуар Роже-Васелен | 7:6(7:4), 6:3         |

## Мечеви за олимпијске медаље

### Парови: 1 (1:0)
| Исход  | Година | Турнир                 | Подлога | Партнер     | Противници                    | Резултат |
| ------ | ------ | ---------------------- | ------- | ----------- | ----------------------------- | -------- |
| Бронза | 2016.  | Олимпијске игре у Рију | Тврда   | Стив Џонсон | Данијел Нестор Вашек Поспишил | 6:2, 6:4 |

### Мешовити парови: 1 (1:0)
| Исход | Година | Турнир                 | Подлога | Партнерка          | Противници               | Резултат              |
| ----- | ------ | ---------------------- | ------- | ------------------ | ------------------------ | --------------------- |
| Злато | 2016.  | Олимпијске игре у Рију | Тврда   | Бетани Матек Сандс | Винус Вилијамс Раџив Рам | 6:7(3:7), 6:1, [10:7] |

## АТП финала

### Појединачно: 8 (4:4)
| Легенда                        |
| ------------------------------ |
| Гренд слем турнири (0:0)       |
| Завршно првенство сезоне (0:0) |
| АТП мастерс 1000 (1:0)         |
| АТП 500 (0:0)                  |
| АТП 250 (3:4)                  |

| Финала по подлози |
| ----------------- |
| Тврда (3:3)       |
| Шљака (1:1)       |
| Трава (0:0)       |

| Финала по локацији |
| ------------------ |
| Отворено (3:2)     |
| Дворана (1:2)      |

| Исход     | Бр. | Датум             | Турнир                | Подлога   | Противник             | Резултат            |
| --------- | --- | ----------------- | --------------------- | --------- | --------------------- | ------------------- |
| Победник  | 1.  | 12. април 2015.   | Хјустон, САД          | Шљака     | Сем Квери             | 7:6(11:9), 7:6(7:2) |
| Финалиста | 1.  | 25. октобар 2015. | Стокхолм, Шведска     | Тврда (д) | Томаш Бердих          | 6:7(1:7), 2:6       |
| Финалиста | 2.  | 16. јануар 2016.  | Окланд, Нови Зеланд   | Тврда     | Роберто Баутиста Агут | 1:6, 0:1 (предаја)  |
| Финалиста | 3.  | 10. април 2016.   | Хјустон, САД          | Шљака     | Хуан Монако           | 6:3, 3:6, 5:7       |
| Финалиста | 4.  | 23. октобар 2016. | Стокхолм, Шведска (2) | Тврда (д) | Хуан Мартин дел Потро | 5:7, 1:6            |
| Победник  | 2.  | 14. јануар 2017.  | Окланд, Нови Зеланд   | Тврда     | Жоао Соза             | 6:3, 5:7, 6:3       |
| Победник  | 3.  | 26. фебруар 2017. | Делреј Бич, САД       | Тврда     | Милош Раонић          | предаја             |
| Победник  | 4.  | 5. новембар 2017. | Париз, Француска      | Тврда (д) | Филип Крајиновић      | 5:7, 6:4, 6:1       |

### Парови: 27 (17:10)
| Легенда                        |
| ------------------------------ |
| Гренд слем турнири (3:0)       |
| Завршно првенство сезоне (1:0) |
| АТП мастерс 1000 (4:6)         |
| АТП 500 (3:3)                  |
| АТП 250 (6:1)                  |

| Финала по подлози |
| ----------------- |
| Тврда (13:9)      |
| Шљака (1:1)       |
| Трава (3:0)       |

| Финала по локацији |
| ------------------ |
| Отворено (14:7)    |
| Дворана (3:3)      |

| Исход     | Бр. | Датум              | Турнир                     | Подлога   | Партнер          | Противници                            | Резултат                          |
| --------- | --- | ------------------ | -------------------------- | --------- | ---------------- | ------------------------------------- | --------------------------------- |
| Финалиста | 1.  | 24. фебруар 2013.  | Мемфис, САД                | Тврда (д) | Џејмс Блејк      | Боб Брајан Мајк Брајан                | 1:6, 2:6                          |
| Победник  | 1.  | 3. март 2013.      | Делреј Бич, САД            | Тврда     | Џејмс Блејк      | Макс Мирни Орија Текау                | 6:4, 6:4                          |
| Победник  | 2.  | 5. јул 2014.       | Вимблдон, В. Британија     | Трава     | Вашек Поспишил   | Боб Брајан Мајк Брајан                | 7:6(7:5), 6:7(3:7), 6:4, 3:6, 7:5 |
| Победник  | 3.  | 27. јул 2014.      | Атланта, САД               | Тврда     | Вашек Поспишил   | Стив Џонсон Сем Квери                 | 6:3, 5:7, [10:5]                  |
| Финалиста | 2.  | 17. август 2014.   | Синсинати, САД             | Тврда     | Вашек Поспишил   | Боб Брајан Мајк Брајан                | 3:6, 2:6                          |
| Финалиста | 3.  | 19. октобар 2014.  | Стокхолм, Шведска          | Тврда (д) | Трит Хјуи        | Ерик Буторак Равен Класен             | 4:6, 3:6                          |
| Победник  | 4.  | 22. март 2015.     | Индијан Велс, САД          | Тврда     | Вашек Поспишил   | Симоне Болели Фабио Фоњини            | 6:4, 6:7(3:7), [10:7]             |
| Финалиста | 4.  | 4. април 2015.     | Мајами, САД                | Тврда     | Вашек Поспишил   | Боб Брајан Мајк Брајан                | 3:6, 6:1, [8:10]                  |
| Победник  | 5.  | 11. октобар 2015.  | Пекинг, Кина               | Тврда     | Вашек Поспишил   | Данијел Нестор Едуар Роже-Васелен     | 3:6, 6:3, [10:6]                  |
| Победник  | 6.  | 25. октобар 2015.  | Стокхолм, Шведска          | Тврда (д) | Николас Монро    | Мате Павић Мајкл Винус                | 7:5, 6:2                          |
| Финалиста | 5.  | 8. новембар 2015.  | Париз, Француска           | Тврда (д) | Вашек Поспишил   | Иван Додиг Марсело Мело               | 6:2, 3:6, [5:10]                  |
| Финалиста | 6.  | 20. март 2016.     | Индијан Велс, САД          | Тврда     | Вашек Поспишил   | Пјер-Иг Ербер Никола Маи              | 3:6, 6:7(5:7)                     |
| Финалиста | 7.  | 15. мај 2016.      | Рим, Италија               | Шљака     | Вашек Поспишил   | Боб Брајан Мајк Брајан                | 6:2, 3:6, [7:10]                  |
| Финалиста | 8.  | 9. октобар 2016.   | Пекинг, Кина               | Тврда     | Бернард Томић    | Пабло Карењо Буста Рафаел Надал       | 7:6(8:6), 2:6, [8:10]             |
| Победник  | 7.  | 16. октобар 2016.  | Шангај, Кина               | Тврда     | Џон Изнер        | Хенри Континен Џон Пирс               | 6:4, 6:4                          |
| Победник  | 8.  | 30. октобар 2016.  | Базел, Швајцарска          | Тврда (д) | Марсел Гранољерс | Роберт Линдстед Мајкл Винус           | 6:3, 6:4                          |
| Финалиста | 9.  | 1. април 2017.     | Мајами, САД (2)            | Тврда     | Николас Монро    | Лукаш Кубот Марсело Мело              | 5:7, 3:6                          |
| Финалиста | 10. | 8. октобар 2017.   | Пекинг, Кина (2)           | Тврда     | Џон Изнер        | Хенри Континен Џон Пирс               | 3:6, 6:3, [7:10]                  |
| Победник  | 9.  | 25. фебруар 2018.  | Делреј Бич, САД (2)        | Тврда     | Џексон Витроу    | Николас Монро Џон-Патрик Смит         | 4:6, 6:4, [10:8]                  |
| Победник  | 10. | 18. март 2018.     | Индијан Велс, САД (2)      | Тврда     | Џон Изнер        | Боб Брајан Мајк Брајан                | 7:6(7:4), 7:6(7:2)                |
| Победник  | 11. | 26. мај 2018.      | Лион, Француска            | Шљака     | Ник Кириос       | Роман Јебави Матве Миделкоп           | 7:5, 2:6, [11:9]                  |
| Победник  | 12. | 14. јул 2018.      | Вимблдон, В. Британија (2) | Трава     | Мајк Брајан      | Равен Класен Мајкл Винус              | 6:3, 6:7(7:9), 6:3, 5:7, 7:5      |
| Победник  | 13. | 7. септембар 2018. | Њујорк, САД                | Тврда     | Мајк Брајан      | Лукаш Кубот Марсело Мело              | 6:3, 6:1                          |
| Победник  | 14. | 18. новембар 2018. | Лондон, В. Британија       | Тврда (д) | Мајк Брајан      | Пјер-Иг Ербер Никола Маи              | 5:7, 6:1, [13:11]                 |
| Победник  | 15. | 18. јул 2021.      | Њупорт, САД                | Трава     | Вилијам Блумберг | Остин Крајичек Вашек Поспишил         | 6:2, 7:6(7:3)                     |
| Победник  | 16. | 20. март 2022.     | Индијан Велс, САД (3)      | Тврда     | Џон Изнер        | Сантијаго Гонзалез Едуар Роже-Васелен | 7:6(7:4), 6:3                     |
| Победник  | 17. | 8. август 2022.    | Вашингтон, САД             | Тврда     | Ник Кириос       | Иван Додиг Остин Крајичек             | 7:5, 6:4                          |

## Остала финала

### Тимска такмичења: 1 (0:1)
| Исход     | Бр. | Датум           | Турнир                       | Подлога   | Партнерка     | Противници                      | Резултат | Извор |
| --------- | --- | --------------- | ---------------------------- | --------- | ------------- | ------------------------------- | -------- | ----- |
| Финалиста | 1.  | 7. јануар 2017. | Хопман куп, Перт, Аустралија | Тврда (д) | Коко Вандевеј | Кристина Младеновић Ришар Гаске | 1:2      | [ 8 ] |